# اثبات الهداة
اثبات الهداة بالنصوص و المعجزات اثر شیخ حر عاملی کتابی دربارهٔ زندگی و اثبات امامت امامان شیعه از طریق روایات و معجزات آنان است. تألیف کتاب در سال ۱۰۹۶ هجری به اتمام رسیده‌است.